# أنجيلا سميث
أنجيلا سميث (بالإنجليزية: Angela Smith) (و. 1961 – م) هي سياسية، من المملكة المتحدة، حزب العمال.

## مناصب
تولت منصب عضو البرلمان في المملكة المتحدة.

## التعليم
تعلمت في جامعة نوتنغهام.